# Magyarhertelend
Magyarhertelend – wieś i gmina w południowo-zachodniej części Węgier, w pobliżu miasta Komló.
Miejscowość leży na obszarze niewysokiego pasma góskiego Mecsek. Administracyjnie należy do powiatu Komló (jest jedną z 19 jego gmin), wchodzącego w skład komitatu Baranya.
Gmina Magyarhertelend składa się z samej wsi Magyarhertelend i pewnej liczby nienazwanych, wchodzących w jej skład przysiółków oraz pojedynczych domów. Gmina zajmuje powierzchnię 16,16 km², a zamieszkuje ją 647 osób (2009).